# Abbazia di Forest-Montiers
L'Abbazia di Forest-Montiers era un'abbazia benedettina nel comune di Forest-Montiers nel dipartimento della Somme in Piccardia. Fondata nel 640, l'abbazia fu soppressa nel 1767, dopo 1127 anni di esistenza. L'edificio divenne abitazione di privati.

## Storia

### Fondazione

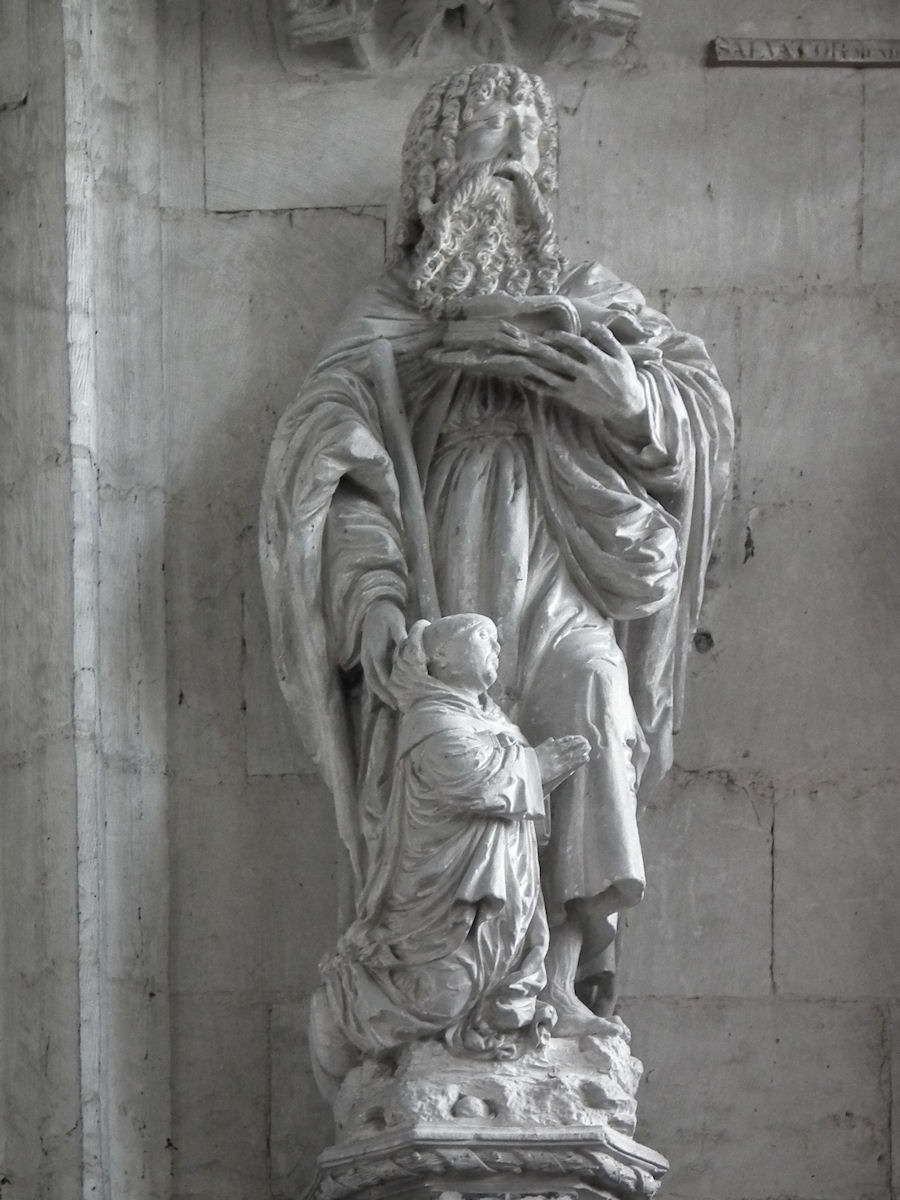
Statua di San Riquier.

«Ricario, abitante di Centule (oggi Saint-Riquier), era stato convertito alla religione cristiana da due monaci irlandesi», si legge nella cronaca. Divenuto sacerdote e poi vescovo, si ritirò nella foresta di Crécy per vivere in solitudine e preghiera.
La Sanctae Mariae Foresti Abbatia era dapprima solo un eremo, Altaria Foresti Celloc, dove Saint Riquier si ritirò e finì i suoi giorni intorno al 645.
Nei pressi dell'eremo fu costruito, nel 640, un monastero, Monasteri Foresti, poi divenuto abbazia.
Una strada, detta di Saint Riquier, termina, ancora oggi, davanti all'abbazia.
San Wulphy († circa 630 o 643), patrono di Rue, fu sepolto nell'abbazia nel VII secolo. Le sue spoglie furono poi trasportate all'abbazia di Saint-Saulve de Montreuil per essere infine portate a Rue.

### Epoca carolingia
L'abbazia, dedicata alla Madonna, ospitava monaci benedettini. Con un certo potere economico e politico, possedeva la maggior parte dei terreni del villaggio.
Nel 798 Carlo Magno unì i monasteri di Forest-Montiers e Saint-Riquier in modo che ne formassero uno solo, governato da un solo abate, come era precedentemente.
Trenta canonici erano presenti nell'831. Possedevano tre ricche chiese intitolate a Maria, Saint-Pierre e Saint-Riquier.

### Sviluppo dal X al XV secolo
Alla fine X secolo, Ugo Capeto tolse Forest-Montiers ai monaci di Centule.
Secondo una bolla di papa Innocenzo IV, l'abate di Forest-Montiers aveva il diritto di assoluzione sull'abate de Saint-Riquier.
Guido I di Ponthieu, nipote di Ugo Capeto, morto il 13 ottobre 1100, fu abate a Forest-Montiers.
Nel 1240 Raoul, signore di Nouvion, donò alcune terre ai monaci di Forest-Montiers.
Nel 1254 Giovanna di Dammartin, vedova di Ferdinando III di Castiglia, fece una donazione all'abbazia .
Da Forest-Montiers, la comunità estendeva il suo dominio su 52 villaggi e possedeva sette frazioni a una lega di distanza: Retz a Coulons, Bernay, Genville, Neuville, Romaine, Bonnelle, le Hamel.
Nel 1256 i monaci di Forest-Montiers, proprietari della viscontea di Tourmont nel Marquenterre, la cedettero al conte di Ponthieu che diede loro in cambio una parte della foresta di Crécy chiamata "les Écanges", nel settore di Machiel. A Saint-Quentin-en-Tourmont c'è ancora oggi una rue de Forest-Montiers.
La vicinanza della Somme permetteva ai monaci di esportare il legname dalla foresta di Crécy. Nel villaggio di Port, un cantiere fungeva da loro magazzino (attuale località “Aux Tilleuls”).

### La morte di un principe
Carlo II d'Orléans si stava recando all'assedio di Boulogne-sur-Mer con suo fratello maggiore il Delfino, il futuro re Enrico II, all'inizio di settembre 1545, quando morì colpito da peste.
Le circostanze della morte del Duca d'Orleans ci sono note da una lettera scritta da Amiens dal Nunzio apostolico il 18 settembre 1545 e indirizzata ai Presidenti del Concilio di Trento:
Carlo II d'Orléans fu sepolto nell'abbazia di Forest-Montiers per due anni, dopodiché le sue spoglie furono traslate nella basilica di Saint-Denis.

### Declino e scomparsa dell'abbazia (XVII- XVIII secolo)

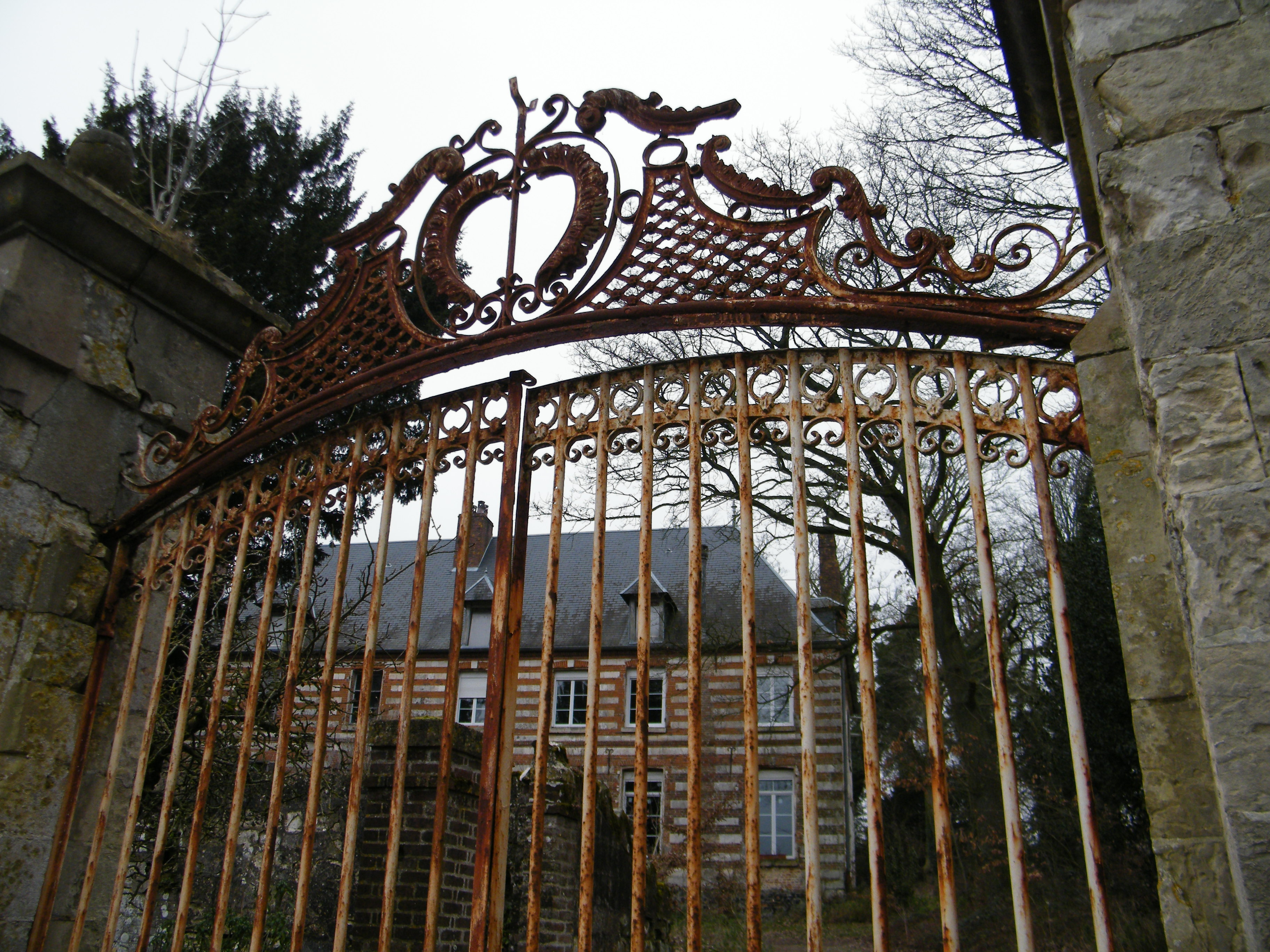
Dettaglio della parte superiore del cancello

Dopo il XVI secolo, l'abbazia era governata da un abate commendatario come tutte le abbazie.
Nel 1646 l'abbazia cadde in rovina, il fervore dei monaci si raffreddò.
Al tempo di Luigi XIV, una pianta topografica indica la chiesa abbaziale, poco distante dalla chiesa parrocchiale.
A metà del XVII secolo, padre Ignace (1596-1665)  assicura che, ai suoi tempi, esiste ancora la cella che Saint Riquier costruì con l'aiuto del suo discepolo Sigobardo: “Forest-Monstruel”, cinque leghe da Centule.
Nel XVIII secolo, l'abate commendatario era Paul de Beaufort. Il reddito della terra, dei prati, dei boschi, del mulino e delle decime di Crécy, Estrées, Froyelles, Machiel, Machy, Neuilly-l'Hôpital, Vismes, Arrest era di 9700 lire.
Nel 1730 il numero dei monaci era ridotto a cinque. La comunità fu soppressa per decisione vescovile e con lettere del Re nel 1767. I beni conventuali furono consegnati al Collegio di Abbeville. L'11 novembre 1767 i monaci lasciarono l'abbazia per stabilirsi vicino a Saint-Quentin.

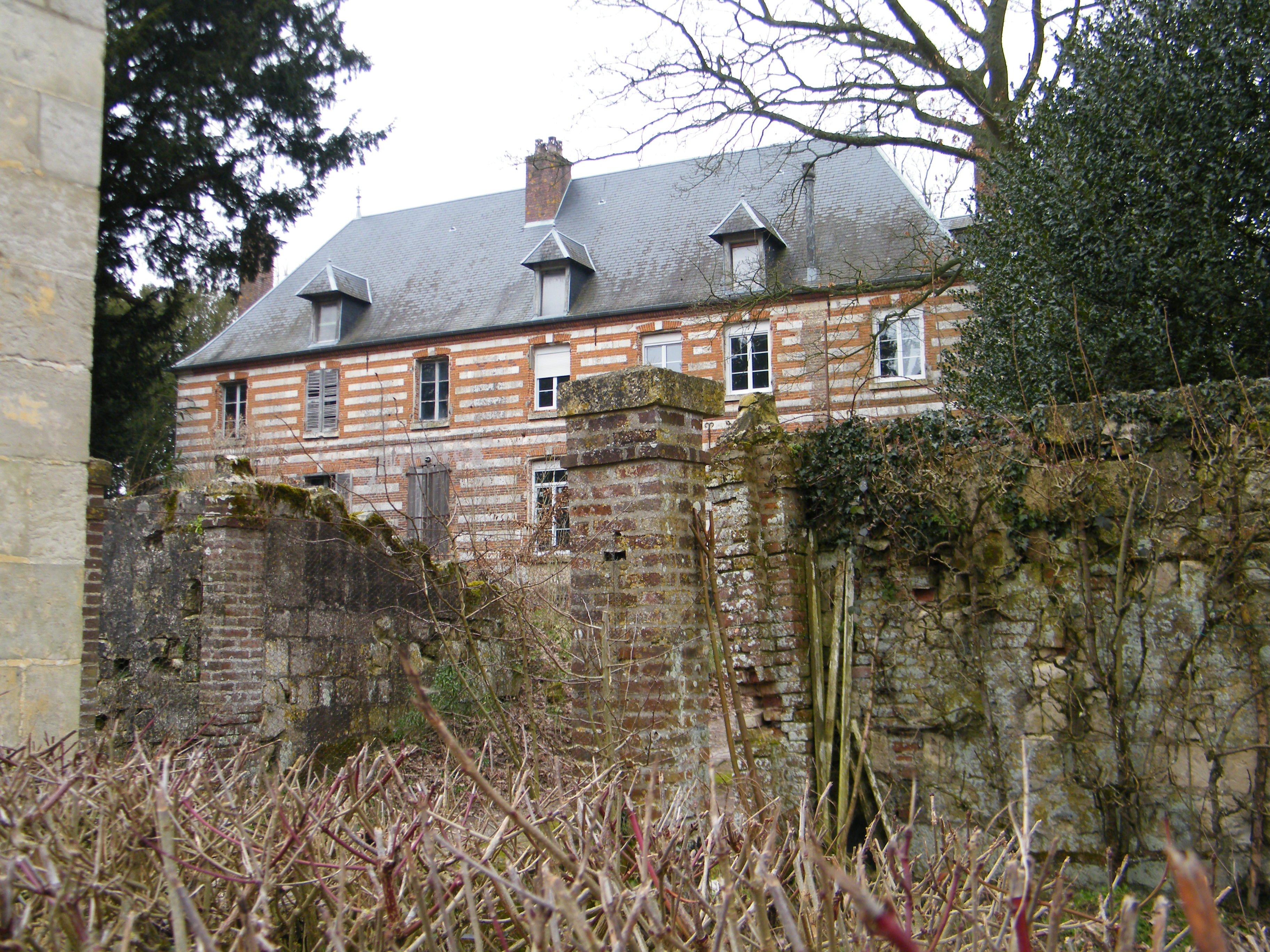
La vecchia casa dell'abbazia

La proprietà fu venduta nel 1773 ad Antoine François de La Pâture, cavaliere. Gli oggetti, gli arredi, i vasi sacri, furono condivisi tra più chiese. L'ultimo abate fu Mouchet de Villedieu, vicario di Nevers e maestro dell'oratorio del conte di Artois.
Durante la Rivoluzione, l'Assemblea Nazionale dichiarò i beni della Chiesa Patrimonio Nazionale. Ciò che restava dell'abbazia fu venduto nel 1793. La metà fu acquistata da un unico proprietario, l'altra metà venne suddivisa in più lotti. Proprietà dell'abbazia, il mulino di Bernay-en-Ponthieu fu venduto per 12100 lire nel 1791.
Intorno al 1895, una fotografia dei resti dell'Abbazia di Forest-Montiers fu presentata a una riunione del Congresso archeologico francese; si notò che nell'abbazia ci sarebbero state "belle sculture in legno", scolpite da Pfaffenhoffen.

## Resti dell'abbazia
Nel 2013 la fattoria dell'abbazia è ancora di proprietà dei discendenti degli acquirenti del 1793. La casa dell'abate ha cambiato più volte proprietario dalla Rivoluzione.

## Cronotassi degli abati
- Ricario di Centule, verso il 640
- Ocialde, secondo abate[15]
- Sigobart, suo discepolo

...
- Gay (Guy?), fratello di Angelvant
- (Enguerrant?), ventesimo abate di Saint-Riquier (véritable premier abbé)
- Hubert, 1021, religioso di Saint-Riquier sotto l'abate Ingelard
- Folco, figlio del conte di Ponthieu Enguerrand I, fu scomunicato per aver tentato di impadronirsi con la forza dell'abbazia di Saint-Riquier[16]
- Ingelerus, 1085
- Guido I, conte di Ponthieu (? - † 1100), nipote di Ugo Capeto
- Robert I (1105-1126)
- Guy II
- Jean I, 1146-1162
- Ursus, 1180
- Jean II, 1183-1191
- Vuido, 1195
- Guy III, 1195-1198
- Giroldus, 1195-1198
- Gérard (Giroldus), 1201
- Amaury, 1210
- Nicolas, 1215-1277
- Gauthier, 1250-1260
- Jean, 1270
- Jean II, 1273-1287
- Renaud, 1303
- Mathieu, 1309
- Hugues, 1336
- Philippe, 1353
- Jean, 1392
- Jean III de Conteville, 1424
- Baudoin, 1455
- Jacques de Machy, 1460
- Robert de Bouflers, 1465
- Mathieu Levrien, 1512

### Abati commendatari
- Guy de Laubiers, 1557-1562
- Wallerand de Mollinguehen, 1563
- Clavier Ier, 1565-1575
- Gilles Sallé, prestanome di Nil de Bellengreville
- Jean de Bellengreville, -1615
- Nicolas de Bellengreville, -1620
- Pierre Tillette, 1620-1632
- Philippe de La Fontaine, 1632-1666 (sotto il suo abbaziato l'abbazia fu bruciata dagli spagnoli, nel corso della guerra dei trent'anni)
- Henri Tillette, abate nel 1643
- Jean Charles Ollier de Bessal, 1666-1688
- François Moreau, 1688-1695
- Alexandre Le Scellier de Riencourt, 1695-1716
- Paul-Robert Hertault de Beaufort, 1717-1721
- Louis-Ange de Ghistelle de Saint-Floris, 1745
- François Alexandre de Boffin d'Argenson, 1746
- François du Mouchet de Villedieu, 1776[17].